# Hoover Dam
Hoover Dam (Hoover-dæmningen) ligger på grænsen mellem Nevada og Arizona, USA, og er bygget i Black Canyon på Colorado River, tæt ved Las Vegas, Nevada.
Dæmningen er 221 m høj og 379 m lang. Søen, som blev dannet bagved dæmningen, Lake Mead, er en af de største kunstige søer i verden, dækker omkring 694 km² og har en kystlinje på 885 km. 17 vandkraftgeneratorer ved Hoover Dam, som producerer 2080 MW elektrisk energi (Sammenligning: Asnæsværket har en kapacitet på 1057 MW), leverer strøm til Arizona, Nevada og det sydlige Californien.
Konstruktionen af dæmningen begyndte i 1931 som del af Boulder Canyon-projektet og blev færdiggjort i 1936.
Dæmningen var oprindelig navngivet Hoover Dam efter præsident Herbert Hoover, senere blev den omdøbt til Boulder Dam, men i 1947 fik dæmningen det gamle navn tilbage.

## Omkomne
Der er officielt registreret 112 dødsfald i forbindelse med konstruktionen af Hoover Dam. Den første var J. G. Tierney, der udforskede området for at finde den bedst egnede placering af dæmningen. Hans søn, Patrick W. Tierney, er den sidst registrerede omkomne. Han døde på dato nøjagtigt 13 år efter faderen.
Der var yderligere 42 dødsfald, men disse er registreret som dødsfald på grund af sygdom (lungebetændelse). I virkeligheden døde de formentlig af kulilteforgiftning forårsaget af udstødningsgasserne fra maskiner i tunnellerne, hvor temperaturen i øvrigt kunne komme over 60 grader celsius. Denne dødsårsag ville imidlertid have givet mulighed for erstatningskrav, og er derfor ikke anført. Der er til sammenligning ikke registreret et eneste tilfælde af lungebetændelse blandt civilbefolkningen i Boulder City i samme periode.